# Heinrich Rühl
Heinrich Rühl (* 1922 in München; † unbekannt) war ein deutscher Radrennfahrer und nationaler Meister im Radsport.

## Sportliche Laufbahn
Rühl startete für den Verein „RC Expreß Herpersdorf“. Im Laufe seiner Karriere konnte er vier deutsche Meistertrikots gewinnen. Am 7. September 1947 wurde er überraschend Deutscher Meister im Straßenrennen der Amateure vor Willi Postler und Werner Holthöfer. Kurz vor dem Ziel konnte er sich vom Feld absetzen und noch eine Minute Vorsprung herausfahren. Im folgenden Jahr folgten Titel im Mannschaftszeitfahren mit Gerhard Stubbe, Gotthard Dinta und Matthias Pfannenmüller sowie auf der Bahn in der Mannschaftsverfolgung mit Gerhard Stubbe, Gotthard Dinta und Heinz Jakobi. 1949 verteidigte der „RC Expreß Herpersdorf“ mit Rühl den Titel auf der Bahn. 1948 siegte er im Eintagesrennen Rund um Frankfurt.
1950 wurde er Berufsfahrer im deutschen Rennstall Express, zu dem auch sein Vereinskollege Stubbe wechselte. Er fuhr zwei Jahre, ohne größere Erfolge, als Profi.